# Лайсан
Лайсан (англ. Laysan, гав. Kauō) — маленький необитаемый остров в Тихом океане в составе Северо-Западных островов Гавайского архипелага. Административно входит в состав штата Гавайи.

## География
Географически остров находится в центре Северо-Западных островов Гавайского архипелага примерно в 215 км к востоку от острова Лисянского и в 375 км на юго-восток от острова находятся скалы Гарднер. Площадь суши Лайсана составляет 4,114 км².
Высшая точка острова находится на высоте 12 м над уровнем океана. Лайсан — второй по величине после Мидуэй остров Северо-Западных островов. Средняя высота суши, которая окружает центральную лагуну, составляет 2,4 м. Лагуна находится выше уровня океана. Лайсан окружён коралловыми рифами.
Остров имеет вулканическое происхождение.

## Фауна
На острове обитает очень большое количество морских птиц. Некогда на Лайсане обитало пять эндемичных видов птиц, однако из-за активной человеческой деятельности на острове в прошлом исчезло три вида эндемиков: лат. Acrocephalus familiaris familiaris, Porzana palmeri, лат. Himatione sanguinea freethi. Сохранившиеся виды птиц-эндемиков — Anas laysanensis и Telespiza cantans.

## История
Остров Лайсан был открыт 12 марта 1828 года русской экспедицией под руководством Михаила Николаевича Станюковича, который назвал его островом Моллер (в честь своего корабля). Хотя вполне вероятно, что до этого открытия на острове побывали полинезийцы. В 1857 году остров был аннексирован королём Гавайев Камехамехой IV.
В 1890 году Лайсан был сдан в аренду Гавайским королевством компании «North Pacific Phosphate and Fertilizer Company», которая занималась добычей гуано с 1892 по 1904 года (в это время остров был населён). Самым известным жителем острова того периода был Макс Шлеммер (англ. Max Schlemmer), который был также известен как «Король Лайсана». В 1896 году он приобрёл право на аренду острова, которое впоследствии продал японцу из Токио Genkichi Yamanouchi. Японцы вывозили с Лайсана не только гуано, но и перья птиц. 3 февраля 1909 года остров стал частью птичьей резервации, а в 2006 году — частью памятника природы Папаханаумокуакеа (англ. Papahānaumokuākea Marine National Monument).